# Gouvernement Mori II
85e cabinet
(Yoshirō Mori) 87e cabinet
(Jun'ichirō Koizumi)
Le deuxième gouvernement Mori (第2次 森 内閣, Dai-ni-ji Mori Naikaku) est le 86e cabinet (第86代 内閣, dai-hachi-jū-roku-dai Naikaku) de l'empire du Japon, nommé le 4 juillet 2000 par le Premier ministre Yoshirō Mori et officiellement investi par l'empereur le jour même. Il s'agit de la deuxième administration formée par Yoshirō Mori, à la suite de la victoire du Parti libéral-démocrate (PLD), qu'il préside et déjà majoritaire auparavant, aux élections législatives du 25 juin 2000. Comme le précédent gouvernement, il s'appuie sur une coalition de centre droit composée du PLD (centre droit, libéral conservatisme), du Nouveau Kōmeitō (centre d'inspiration bouddhiste) et du Parti conservateur (droite, néo-libéralisme et conservatisme). 
Yoshirō Mori devient rapidement très impopulaire. S'il ne bénéficie pas particulièrement au moment de son entrée en fonction d'un état de grâce, les sondages faisant état en avril 2000 de taux de soutien à son premier gouvernement nouvellement formé avoisinant les 40 % et une insatisfaction oscillant autour des 25 %, sa cote de popularité ne cesse de chuter tout au long de son mandat pour atteindre au printemps 2001, selon plusieurs instituts, un taux d'environ 5,7 %, ce qui en fait l'un des Premiers ministres les plus impopulaires de l'histoire du Japon. Cette impopularité est due tout d'abord aux nombreux dérapages qui restent définitivement attachés à l'image de Yoshirō Mori, mais aussi à plusieurs incidents et scandales que son gouvernement a dû gérer. 
Les dérapages verbaux du Premier ministre les plus représentatifs sont :
- dès le 15 mai 2000, il provoque une véritable levée de boucliers dans tout le Japon mais aussi à l'étranger pour avoir décrit le Japon, lors d'une réunion avec des chefs shinto, comme « la nation des dieux, avec l'empereur en son centre ». Cette déclaration fut vue par certains comme une apologie au statut divin des empereurs japonais d'avant-guerre et fut même jugée « dangereuse » par le chef de l'opposition Yukio Hatoyama[1].
- le 8 juin 2000, lors des funérailles d'État organisées pour son prédécesseur Keizō Obuchi, Yoshirō Mori ne réussit pas à accomplir correctement le rituel bouddhiste devant le sanctuaire funéraire d'Obuchi, alors que tous les chefs d'État étrangers présents, dont le président américain Bill Clinton, s'en sont parfaitement acquittés.
- lors de la campagne pour les législatives de 2000, il répond à un journaliste, qui lui faisait remarquer qu'environ la moitié des électeurs restaient encore indécis quant à leur choix de vote, que : « S'ils ne sont toujours pas intéressés par cette élection, ce serait très bien s'ils pouvaient juste dormir tout au long de cette journée (celle des élections) ».
- mais surtout, Yoshirō Mori a particulièrement choqué l'opinion publique pour n'avoir pas interrompu une partie de golf qu'il était en train de jouer lorsqu'il fut averti de l'incident de l'Ehime Maru (le 9 février 2001, le bateau école japonais Ehime Maru est percuté par le sous-marin américain USS Greeneville au large de l'île hawaïenne d'O'ahu et coule, entraînant la mort de ses 9 membres d'équipage dont 4 lycéens).

Le 27 octobre 2000, le secrétaire général du Cabinet, et donc plus proche collaborateur du Premier ministre et personnage important du gouvernement, Hidenao Nakagawa est obligé de démissionner pour un scandale de mœurs. En effet, un hebdomadaire japonais l'avait accusé d'entretenir une relation extraconjugale, de consommer des stupéfiants et d'être proche d'une organisation d'extrême-droite, la Fédération de la Jeunesse du Japon. S'il a réfuté la plupart de ces accusations, notamment la proximité avec l'extrême-droite, le ministre a alors reconnu ne pas être « un saint », ce qui a été perçu comme un aveu notamment de l'existence d'une maîtresse.
Mais Yoshirō Mori a dû également subir une forte instabilité au sein de son propre parti, notamment à travers ce qui fut appelée la « rébellion Kato », du nom du député réformateur néo-libéral Kōichi Katō qui a mené la fronde. En effet, le 20 novembre 2000, l'opposition décide de déposer une motion de censure contre le gouvernement. Or, rapidement, Kōichi Katō annonce qu'il pourrait la voter pour protester contre la gestion opaque du PLD par le « groupe des 5 » et les nombreux dérapages du Premier ministre et de son cabinet. Il est bientôt rejoint en ce sens par son allié de longue date Taku Yamasaki avec lequel il avait fondé au début des années 1990 un trio réformateur complété par Jun'ichirō Koizumi qui affirme alors quant à lui son soutien à Mori, issu de la même faction que lui. Quoi qu'il en soit, si les factions Katō et Yamasaki font partie des plus petites du PLD, le vote de la motion de censure par ses membres entraînerait son adoption et donc la chute du gouvernement : en effet, la coalition gouvernementale dispose d'une majorité de 272 élus sur 480, soit 31 de plus que la majorité absolue et une marge de manœuvre assez faible puisque les deux factions rebelles comprennent, une fois leurs effectifs cumulés, 64 représentants. Finalement, lors du vote le 21 novembre, Katō et Yamasaki ainsi que 40 partisans de leur fronde (dont 36 de leurs factions respectives) ne se déplacent pas, choisissant ainsi de ne pas apporter leur voix à la motion (qui est donc rejetée, par 190 voix pour et 237 contre) tout en marquant leur désaccord avec l'équipe gouvernementale. 
Il remanie son gouvernement le 5 décembre 2000, et le 6 janvier 2001 est mise en place l'importante réforme du gouvernement centrale préparée par son prédécesseur et votée en 1999, qui transforme profondément les administrations ministérielles. Quelques mois plus tard, après avoir survécu à une nouvelle motion de censure déposée par l'opposition le 5 mars 2001, Yoshirō Mori annonce le 20 avril 2001 sa démission de la présidence du PLD et du poste de Premier ministre. Son gouvernement reste en fonction jusqu'à l'élection de son successeur, le réformateur et populaire Jun'ichirō Koizumi, le 26 avril 2001.

## Composition
Les membres du précédent Cabinet maintenus à leurs postes sont indiqués en gras, ceux ayant changé d'attribution en italique. 

### Premier ministre
| fonction         | Personnalité | Parti | Faction    | Diète        | Circonscription        |
| ---------------- | ------------ | ----- | ---------- | ------------ | ---------------------- |
| Premier ministre | Yoshirō Mori | PDJ   | (Seiwakai) | Représentant | Ishikawa (2e district) |

### Composition initiale (du4 juillet 2000au5 décembre 2000)

#### Ministres, chefs d'un ministère
| fonction | Personnalité     | Parti | Faction    | Diète        | Circonscription           |
| --- | ---------------- | ----- | ---------- | ------------ | ------------------------- |
| Ministre de la Justice | Okiharu Yasuoka  | PLD   | Kinmirai   | Représentant | Kagoshima (1er district)  |
| Ministre des Affaires étrangères | Yōhei Kōno       | PLD   | Taiyūkai   | Représentant | Kanagawa (17e district)   |
| Ministre du Trésor | Kiichi Miyazawa  | PLD   | Kōchikai   | Représentant | Hiroshima (7e district)   |
| Ministre de l'Éducation et de la Culture Directeur général de l'Agence des Sciences et des Technologies | Tadamori Ōshima  | PLD   | Banchō-ken | Représentant | Aomori (3e district)      |
| Ministre de la Santé et des Affaires sociales également ministre d'État chargé des Retraites | Yūji Tsushima    | PLD   | Heiseikai  | Représentant | Aomori (1er district)     |
| Ministre de l'Agriculture, des Forêts et de la Pêche | Yōichi Tani      | PLD   | Shisuikai  | Représentant | Hyōgo (5e district)       |
| Ministre du Commerce international et de l'Industrie également ministre d'État chargé de l'Exposition internationale | Takeo Hiranuma   | PLD   | Shisuikai  | Représentant | Okayama (3e district)     |
| Ministre des Transports Directeur général de l'Agence de développement de Hokkaidō également ministre d'État chargé de l'Nouvel aéroport international de Tōkyō                                                         | Hajime Morita    | PLD   | Kōchikai   | Représentant | Shikoku (proportionnelle) |
| Ministre des Postes et Télécommunications | Kōzō Hirabayashi | PLD   | Heiseikai  | Représentant | Chūgoku (proportionnelle) |
| Ministre du Travail | Yoshio Yoshikawa | PLD   | Kōchikai   | Conseiller   | Préfecture de Niigata     |
| Ministre de la Construction Directrice générale de l'Agence nationale du Territoire également ministre d'État chargée de la Tsukuba Science City, de l'aménagement du territoire et de la délocalisation de la capitale | Chikage Ōgi      | PC    | -          | Conseillère  | Proportionnelle nationale |
| Ministre des Affaires intérieures Président de la Commission nationale de sécurité publique | Mamoru Nishida   | PLD   | Heiseikai  | Représentant | Shikoku (proportionnelle) |

#### Chef du secrétariat et du bureau du Cabinet
| fonction | Personnalité                                                           | Parti | Faction  | Diète         | Circonscription                             |
| --- | ---------------------------------------------------------------------- | ----- | -------- | ------------- | ------------------------------------------- |
| Secrétaire général du Cabinet Directeur général de l'Agence de développement d'Okinawa également ministre d'État chargé de l'Égalité entre sexes et des Technologies de l'information (jusqu'au 27/10/2000) | Hidenao Nakagawa (démission 27/10/2000) Yasuo Fukuda (à p. 27/10/2000) | PLD   | Seiwakai | Représentants | Hiroshima (4e district) Gunma (4e district) |

#### Ministres d'État ne dirigeant pas un ministère
| fonction | Personnalité                                                           | Parti   | Faction           | Diète                   | Circonscription                                 |
| --- | ---------------------------------------------------------------------- | ------- | ----------------- | ----------------------- | ----------------------------------------------- |
| Ministre d'État, Président de la Commission de la reconstruction financière | Kimitaka Kuze (démission 30/07/2000) Hideyuki Aizawa (à p. 30/07/2000) | PLD     | Kōchikai Taiyūkai | Conseiller Représentant | Proportionnelle nationale Tottori (2e district) |
| Ministre d'État, Directeur général de l'Agence de Gestion et de Coordination également ministre d'État chargé de la Réforme du gouvernement central | Kunihiro Tsuzuki                                                       | Kōmeitō | -                 | Conseiller              | Proportionnelle nationale                       |
| Ministre d'État, Directeur général de l'Agence de Défense du Japon | Kazuo Torashima                                                        | PLD     | Seiwakai          | Représentant            | Nagasaki (3e district)                          |
| Ministre d'État, Directeur général de l'Agence de planification économique également ministre d'État chargé de la Coordination des transports, des commémorations du Passage au nouveau millénaire et des Technologies de l'information (à p. 27/10/2000) | Taichi Sakaiya                                                         | -       | -                 | -                       | -                                               |
| Ministre d'État, Directrice générale de l'Agence de l'environnement également ministre d'État chargée des Problèmes environnementaux mondiaux | Yoriko Kawaguchi                                                       | -       | -                 | -                       | -                                               |

#### Conseiller spécial auprès du Premier ministre
| fonction                                                             | Personnalité      | Parti | Faction   | Diète      | Circonscription     |
| -------------------------------------------------------------------- | ----------------- | ----- | --------- | ---------- | ------------------- |
| Conseiller spécial auprès du Premier ministre à la Réforme éducative | Hirofumi Nakasone | PLD   | Shisuikai | Conseiller | Préfecture de Gunma |

### À la suite du remaniement (du5 décembre 2000au6 janvier 2001)

#### Ministres, chefs d'un ministère
| fonction | Personnalité        | Parti   | Faction    | Diète        | Circonscription           |
| --- | ------------------- | ------- | ---------- | ------------ | ------------------------- |
| Ministre de la Justice | Masahiko Kōmura     | PLD     | Banchō-ken | Représentant | Yamaguchi (1er district)  |
| Ministre des Affaires étrangères | Yōhei Kōno          | PLD     | Taiyūkai   | Représentant | Kanagawa (17e district)   |
| Ministre du Trésor | Kiichi Miyazawa     | PLD     | Kōchikai   | Représentant | Hiroshima (7e district)   |
| Ministre de l'Éducation et de la Culture Directeur général de l'Agence des Sciences et des Technologies | Nobutaka Machimura  | PLD     | Seiwakai   | Représentant | Hokkaidō (5e district)    |
| Ministre de la Santé et des Affaires sociales Ministre du Travail également ministre d'État chargé des Retraites | Chikara Sakaguchi   | Kōmeitō | -          | Représentant | Tōkai (proportionnelle)   |
| Ministre de l'Agriculture, des Forêts et de la Pêche | Yoshio Yatsu        | PLD     | Shisuikai  | Représentant | Gunma (3e district)       |
| Ministre du Commerce international et de l'Industrie également ministre d'État chargé de l'Exposition internationale | Takeo Hiranuma      | PLD     | Shisuikai  | Représentant | Okayama (3e district)     |
| Ministre des Transports Ministre de la Construction Directrice générale de l'Agence de développement de Hokkaidō Directrice générale de l'Agence nationale du Territoire également ministre d'État chargée de l'Nouvel aéroport international de Tōkyō, de la Coordination des transports, de la Tsukuba Science City, de l'aménagement du territoire et de la délocalisation de la capitale | Chikage Ōgi         | PC      | -          | Conseillère  | Proportionnelle nationale |
| Ministre des Postes et Télécommunications Ministre des Affaires intérieures Directeur général de l'Agence de Gestion et de Coordination | Toranosuke Katayama | PLD     | Heiseikai  | Conseiller   | Préfecture d'Okayama      |

#### Chef du secrétariat et du bureau du Cabinet
| fonction                                                                                | Personnalité | Parti | Faction  | Diète        | Circonscription     |
| --------------------------------------------------------------------------------------- | ------------ | ----- | -------- | ------------ | ------------------- |
| Secrétaire général du Cabinet également ministre d'État chargé de l'Égalité entre sexes | Yasuo Fukuda | PLD   | Seiwakai | Représentant | Gunma (4e district) |

#### Ministres d'État ne dirigeant pas un ministère
| fonction | Personnalité      | Parti | Faction   | Diète        | Circonscription        |
| --- | ----------------- | ----- | --------- | ------------ | ---------------------- |
| Ministre d'État, Président de la Commission nationale de sécurité publique Ministre d'État à la Gestion des crises                                                                                   | Bunmei Ibuki      | PLD   | Shisuikai | Représentant | Kyōto (1er district)   |
| Ministre d'État, Président de la Commission de la reconstruction financière | Hakuo Yanagisawa  | PLD   | Kōchikai  | Représentant | Shizuoka (3e district) |
| Ministre d'État, Directeur général de l'Agence de Défense du Japon | Toshitsugu Saitō  | PLD   | Heiseikai | Représentant | Shizuoka (5e district) |
| Ministre d'État, Directeur général de l'Agence de planification économique également ministre d'État chargé des commémorations du Passage au nouveau millénaire et des Technologies de l'information | Fukushirō Nukaga  | PLD   | Heiseikai | Représentant | Ibaraki (2e district)  |
| Ministre d'État, Directrice générale de l'Agence de l'environnement également ministre d'État chargée des Problèmes environnementaux mondiaux                                                        | Yoriko Kawaguchi  | -     | -         | -            | -                      |
| Ministre d'État, Directeur général de l'Agence de développement d'Okinawa également ministre d'État chargé de la Réforme administrative                                                              | Ryūtarō Hashimoto | PLD   | Heiseikai | Représentant | Okayama (4e district)  |
| Ministre d'État sans portefeuille | Takashi Sasagawa  | PLD   | Heiseikai | Représentant | Gunma (2e district)    |

#### Conseiller spécial auprès du Premier ministre
| fonction                                                             | Personnalité      | Parti | Faction   | Diète      | Circonscription     |
| -------------------------------------------------------------------- | ----------------- | ----- | --------- | ---------- | ------------------- |
| Conseiller spécial auprès du Premier ministre à la Réforme éducative | Hirofumi Nakasone | PLD   | Shisuikai | Conseiller | Préfecture de Gunma |

### À la suite de la réforme du gouvernement central (du6 janvier 2001au26 avril 2001)

#### Ministres, chefs d'un ministère
| fonction | Personnalité        | Parti   | Faction    | Diète        | Circonscription           |
| --- | ------------------- | ------- | ---------- | ------------ | ------------------------- |
| Ministre de la Gestion publique, des Affaires intérieures, des Postes et Télécommunications                                          | Toranosuke Katayama | PLD     | Heiseikai  | Conseiller   | Préfecture d'Okayama      |
| Ministre de la Justice | Masahiko Kōmura     | PLD     | Banchō-ken | Représentant | Yamaguchi (1er district)  |
| Ministre des Affaires étrangères | Yōhei Kōno          | PLD     | Taiyūkai   | Représentant | Kanagawa (17e district)   |
| Ministre des Finances | Kiichi Miyazawa     | PLD     | Kōchikai   | Représentant | Hiroshima (7e district)   |
| Ministre de l'Éducation, de la Culture, des Sports, des Sciences et de la Technologie                                                | Nobutaka Machimura  | PLD     | Seiwakai   | Représentant | Hokkaidō (5e district)    |
| Ministre de la Santé, du Travail et des Affaires sociales                                                                            | Chikara Sakaguchi   | Kōmeitō | -          | Représentant | Tōkai (proportionnelle)   |
| Ministre de l'Agriculture, des Forêts et de la Pêche                                                                                 | Yoshio Yatsu        | PLD     | Shisuikai  | Représentant | Gunma (3e district)       |
| Ministre de l'Économie, du Commerce et de l'Industrie également ministre d'État chargé de l'Exposition internationale                | Takeo Hiranuma      | PLD     | Shisuikai  | Représentant | Okayama (3e district)     |
| Ministère du Territoire, des Infrastructures et des Transports également ministre d'État chargée de la délocalisation de la capitale | Chikage Ōgi         | PC      | -          | Conseillère  | Proportionnelle nationale |
| Ministre de l'Environnement également ministre d'État chargée des Problèmes environnementaux mondiaux                                | Yoriko Kawaguchi    | -       | -          | -            | -                         |

#### Chef du secrétariat et du bureau du Cabinet
| fonction                                                                                | Personnalité | Parti | Faction  | Diète        | Circonscription     |
| --------------------------------------------------------------------------------------- | ------------ | ----- | -------- | ------------ | ------------------- |
| Secrétaire général du Cabinet également ministre d'État chargé de l'Égalité entre sexes | Yasuo Fukuda | PLD   | Seiwakai | Représentant | Gunma (4e district) |

#### Ministres d'État ne dirigeant pas un ministère
| fonction | Personnalité                                     | Parti | Faction            | Diète         | Circonscription                             |
| --- | ------------------------------------------------ | ----- | ------------------ | ------------- | ------------------------------------------- |
| Ministre d'État, Président de la Commission nationale de sécurité publique Ministre d'État à la Gestion des catastrophes et des crises                                                  | Bunmei Ibuki                                     | PLD   | Shisuikai          | Représentant  | Kyōto (1er district)                        |
| Ministre d'État, Directeur général de l'Agence de Défense du Japon | Toshitsugu Saitō                                 | PLD   | Heiseikai          | Représentant  | Shizuoka (5e district)                      |
| Ministre d'État pour Okinawa et les Territoires du Nord Ministre d'État pour la Réforme règlementaire et administrative                                                                 | Ryūtarō Hashimoto                                | PLD   | Heiseikai          | Représentant  | Okayama (4e district)                       |
| Ministre d'État pour les Services financiers | Hakuo Yanagisawa                                 | PLD   | Kōchikai           | Représentant  | Shizuoka (3e district)                      |
| Ministre d'État pour la Politique économique et fiscale Ministre d'État pour les commémorations du Passage au nouveau millénaire Ministre d'État pour les Technologies de l'information | Fukushirō Nukaga (démission 23/01/2001) Tarō Asō | PLD   | Heiseikai Taiyūkai | Représentants | Ibaraki (2e district) Fukuoka (8e district) |
| Ministre d'État pour la Politique scientifique et technologique | Takashi Sasagawa                                 | PLD   | Heiseikai          | Représentant  | Gunma (2e district)                         |

#### Conseiller spécial auprès du Premier ministre
| fonction                                                             | Personnalité      | Parti | Faction   | Diète      | Circonscription     |
| -------------------------------------------------------------------- | ----------------- | ----- | --------- | ---------- | ------------------- |
| Conseiller spécial auprès du Premier ministre à la Réforme éducative | Hirofumi Nakasone | PLD   | Shisuikai | Conseiller | Préfecture de Gunma |
| Secrétaire parlementaire chargée de la défense                       | Tsuyako Ōno       | PLD   | Shisuikai | Conseiller | Préfecture de Gifu  |